# Ulvend
Ulvend is een Limburgs gehucht dat zowel tot België als tot Nederland behoort. De nederzetting valt sinds jaar en dag onder twee dorpen: Sint-Martens-Voeren (Voeren, België) en Noorbeek (Eijsden-Margraten, Nederland).
Aan de Nederlandse kant van de grens liggen ten noordwesten van Ulvend Vroelen en Noorbeek en ten noordoosten Schilberg en Hoogcruts. Aan de Belgische zijde liggen ten zuidwesten Sint-Martens-Voeren en ten zuidoosten De Plank. Ulvend ligt op de waterscheiding tussen het Noordal in het noorden en het dal van de Veurs in het zuiden.

## Bezienswaardigheden
Ten zuidwesten van Ulvend ligt het beschermd natuurgebied Martelberg.

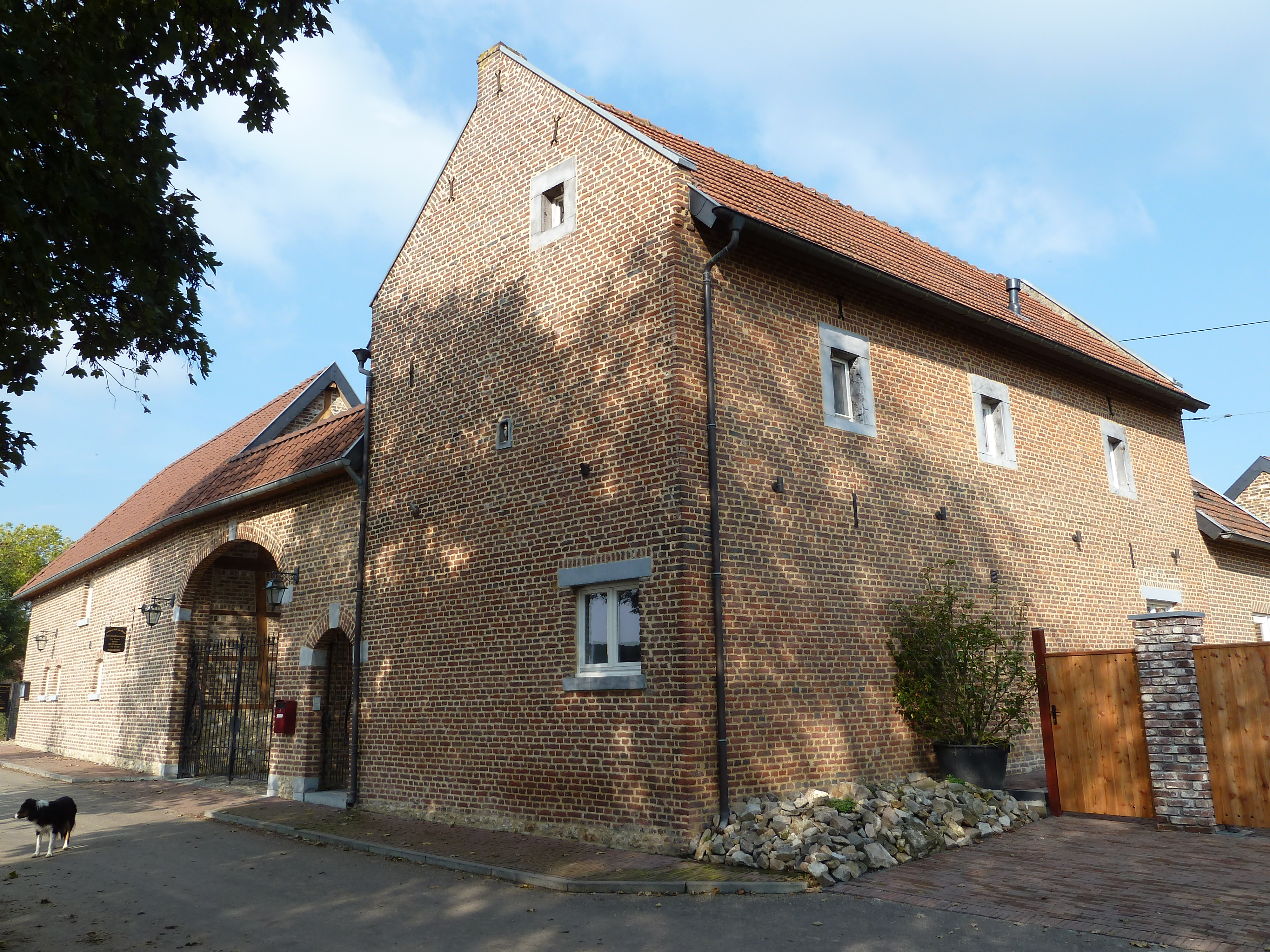
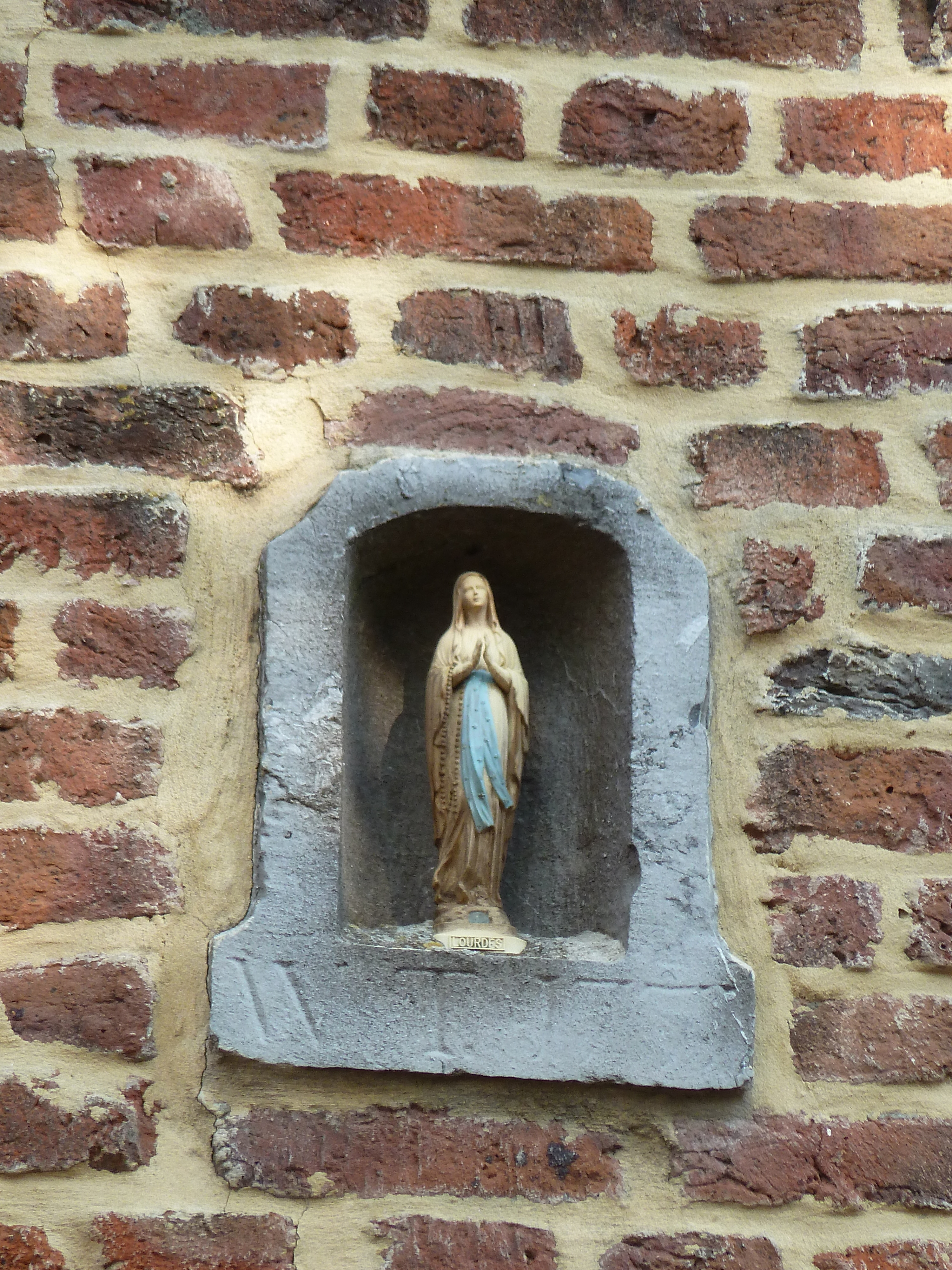
Beeldje in gevelnis
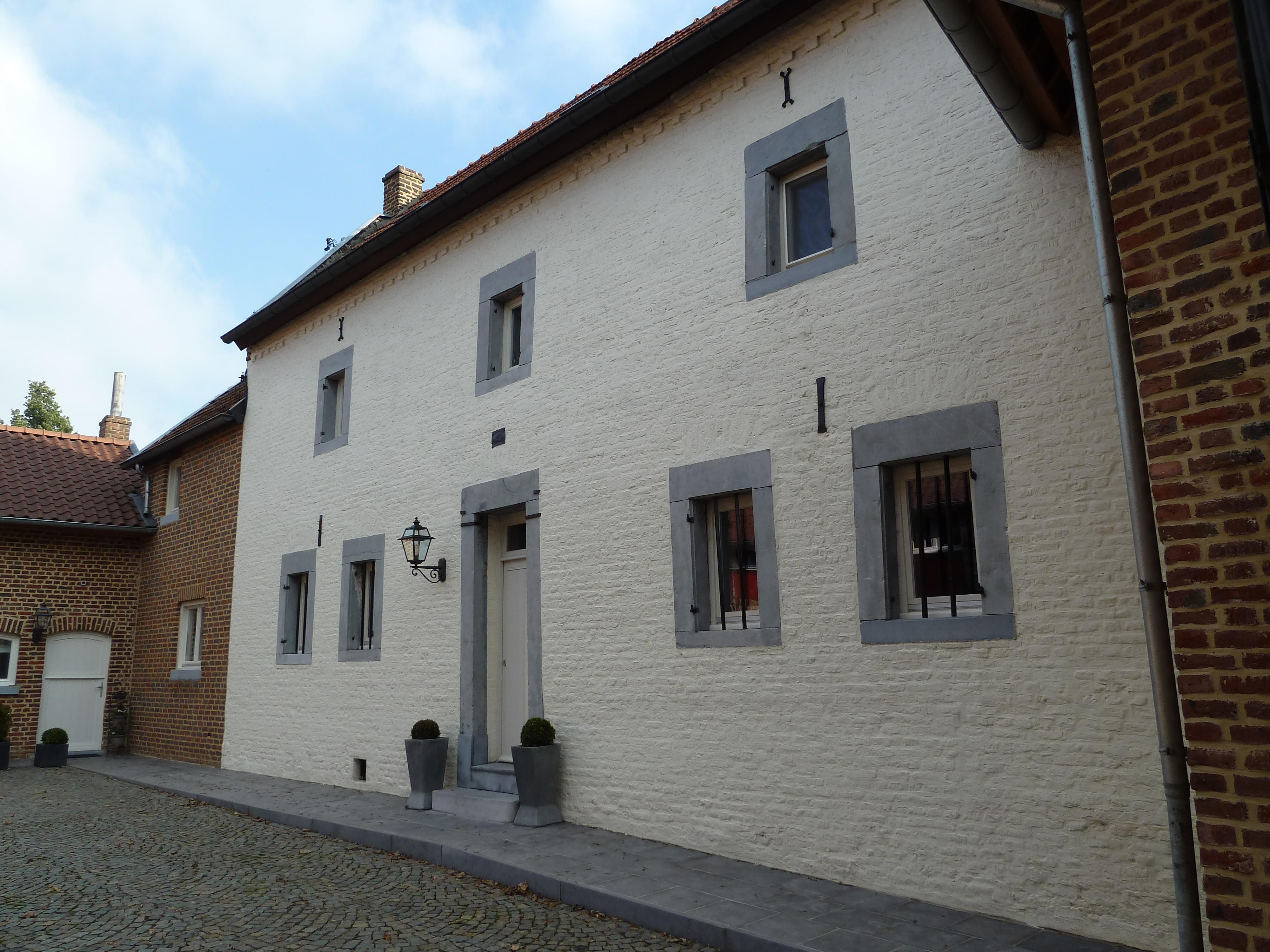
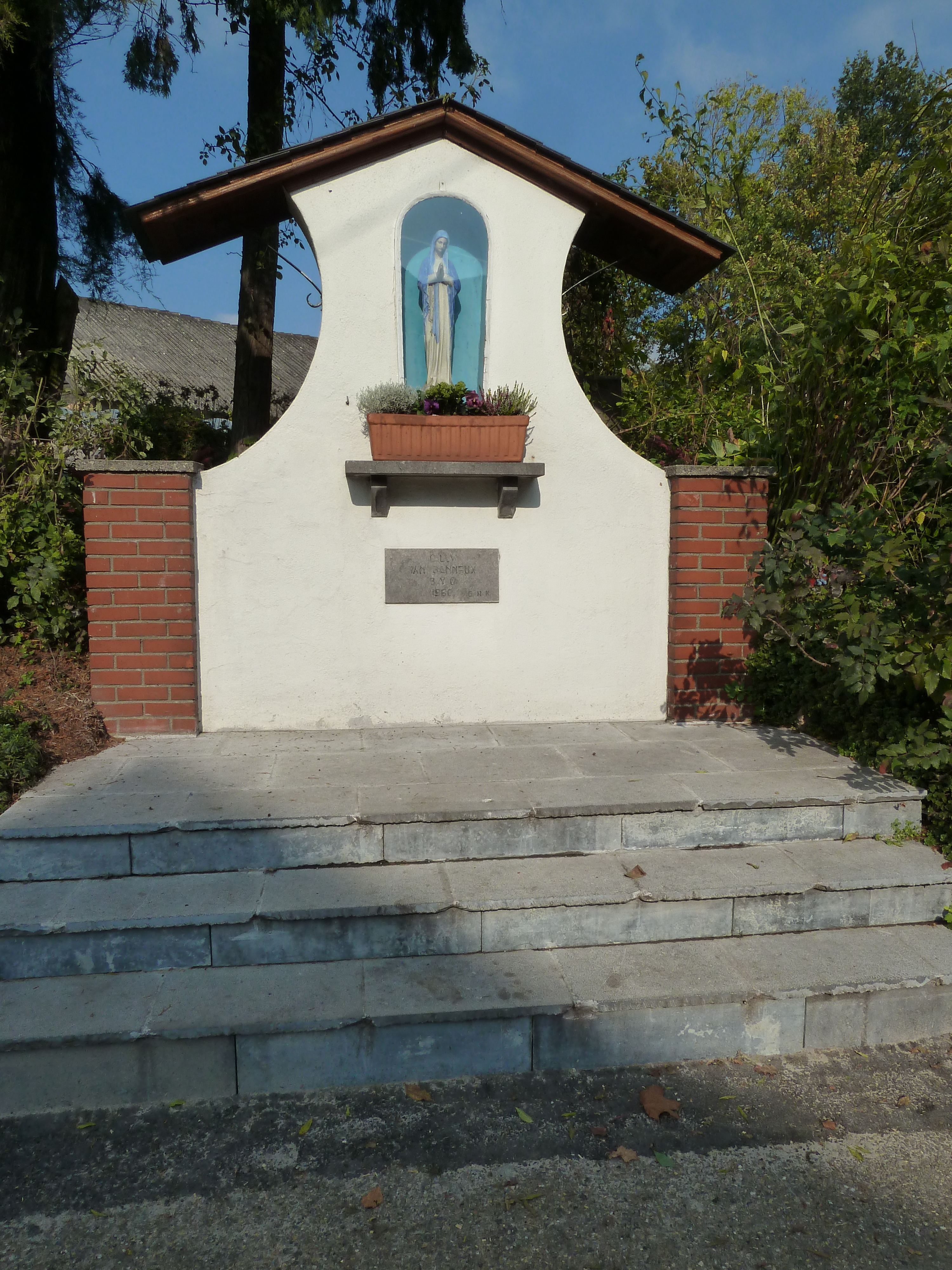
Onze-Lieve-Vrouw-van-Banneuxkapel
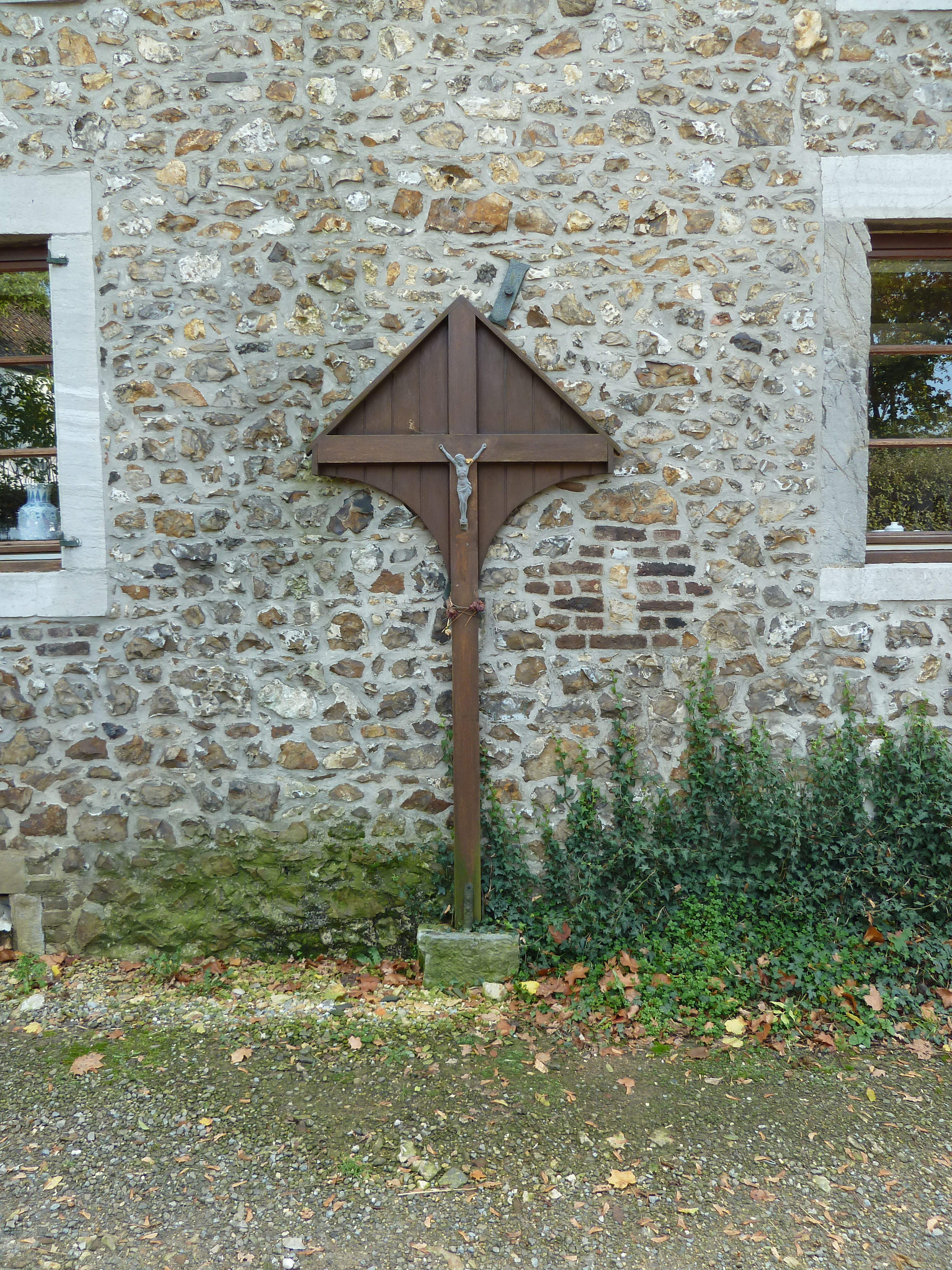
Wegkruis
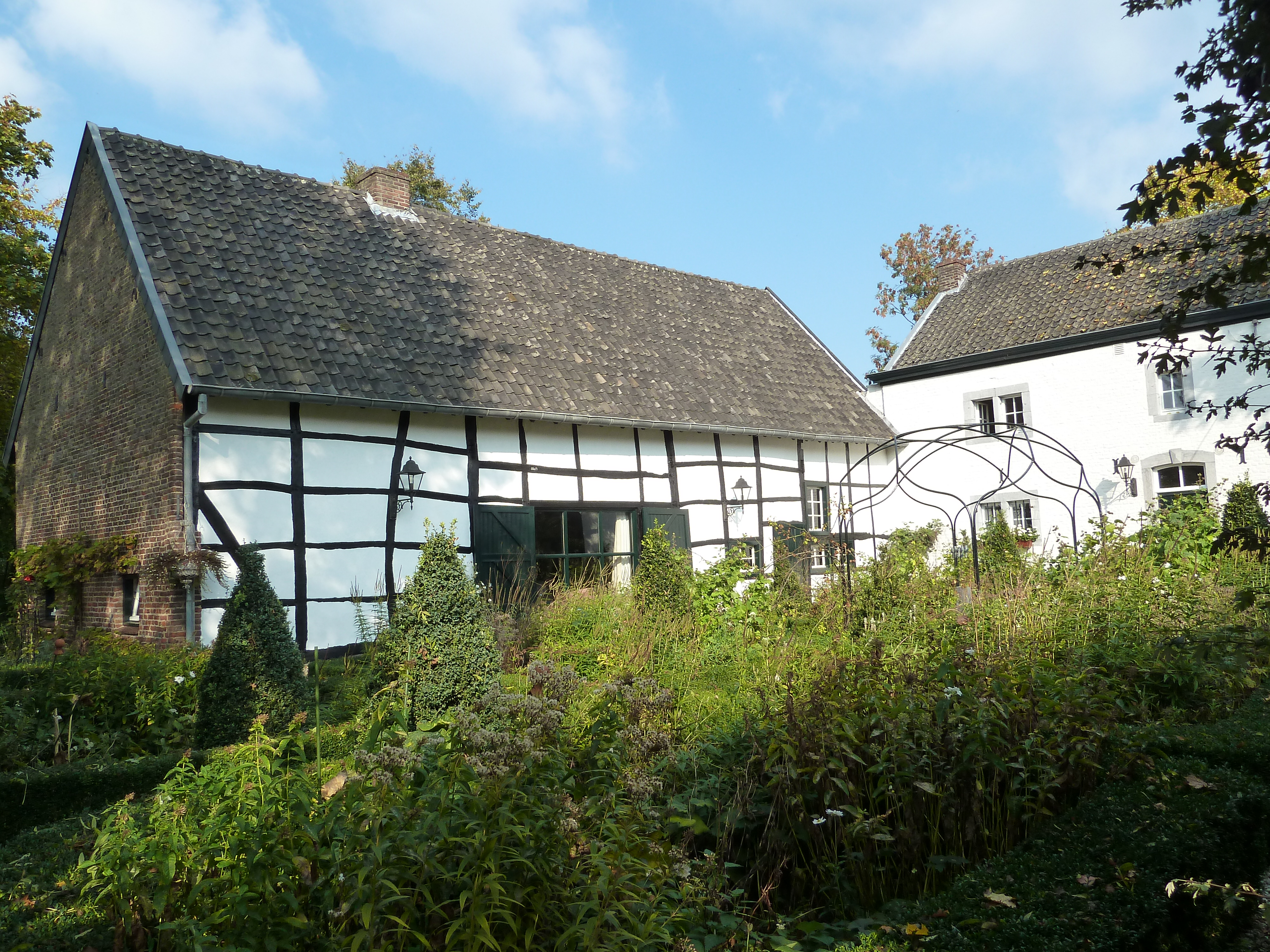
Vakwerkschuur met bakstenen huis
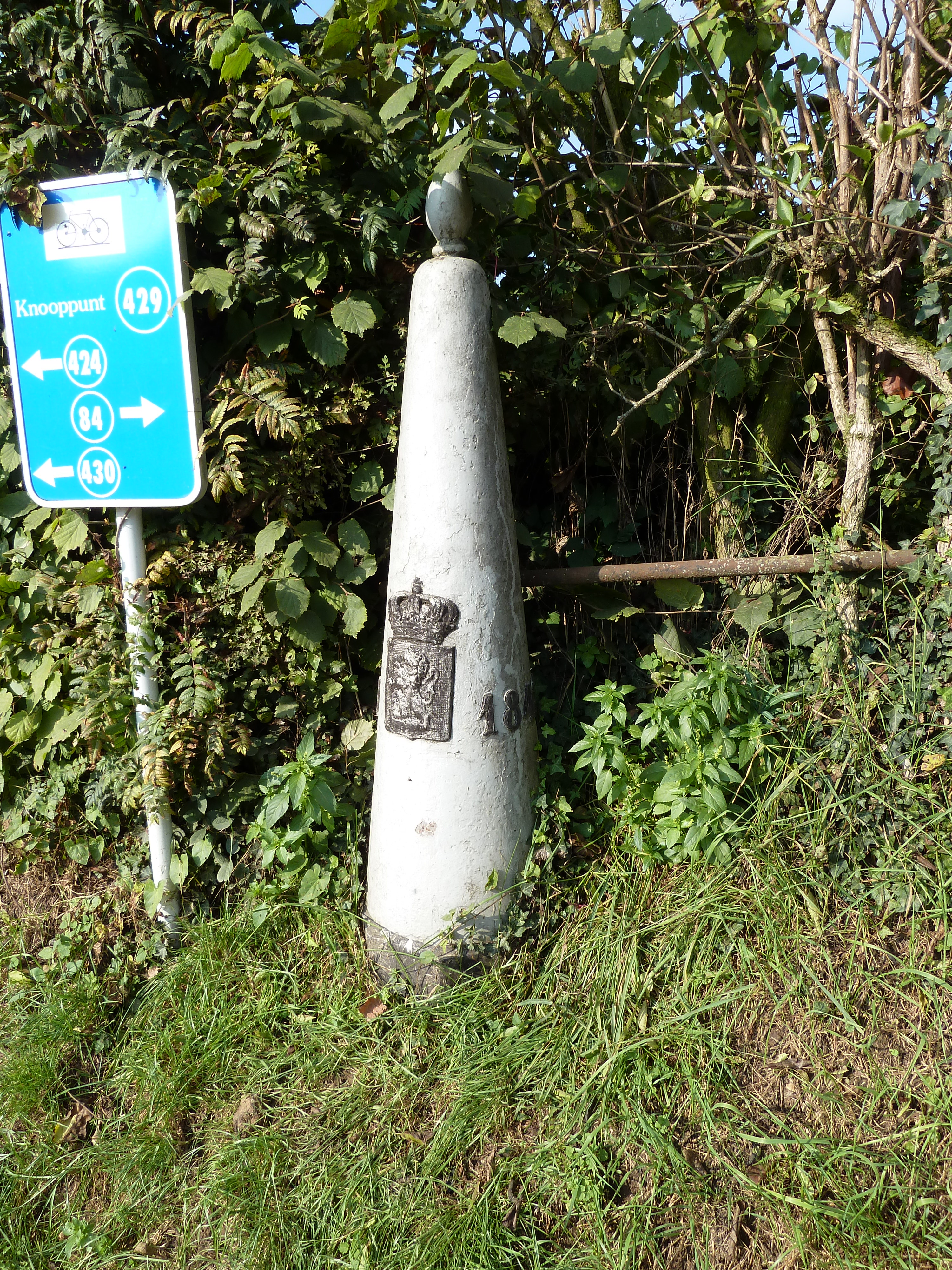
Grenspaal 21 midden in Ulvend
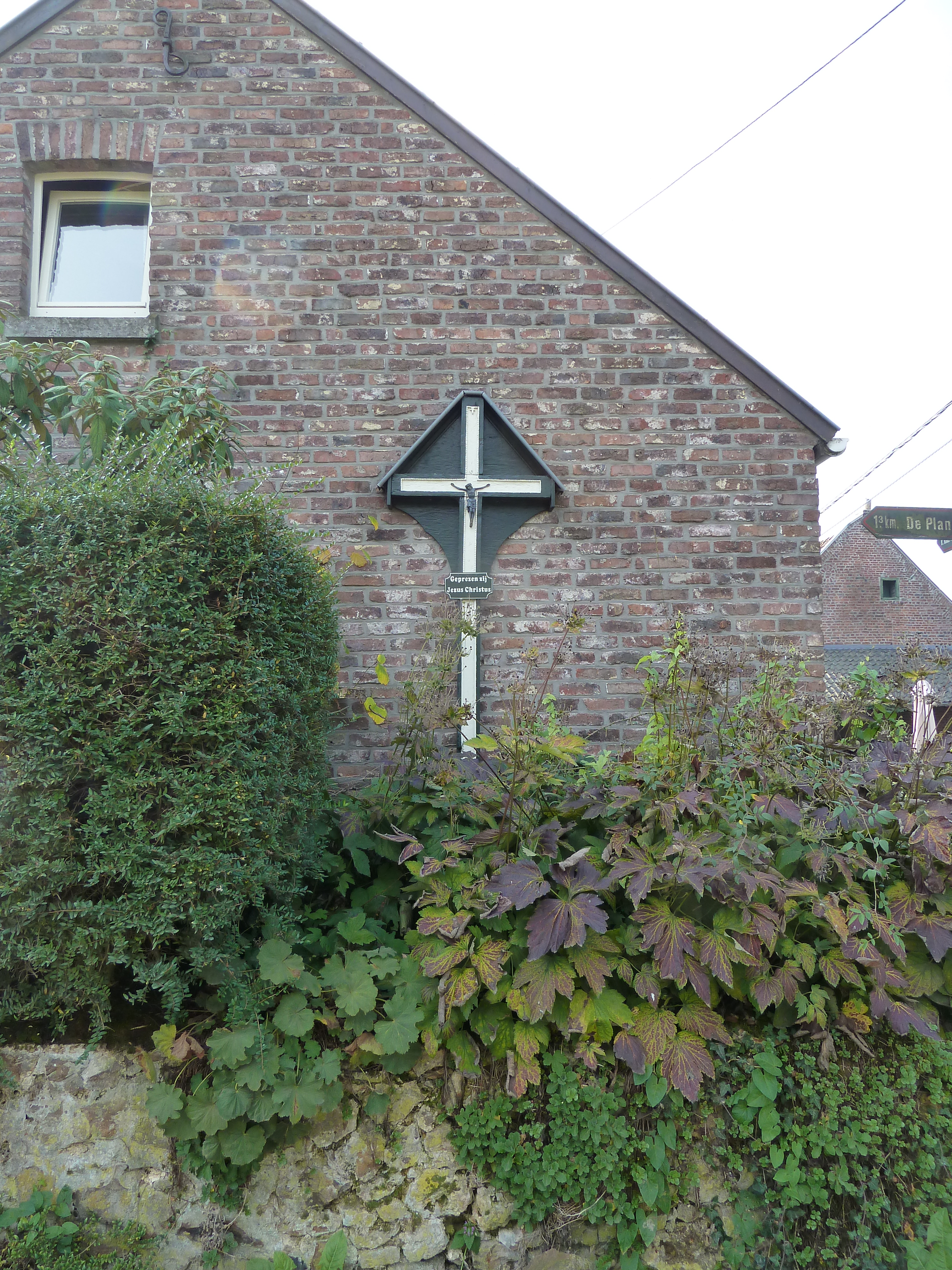
Wegkruis

- Historische boerderijen

## Wielrennen
Zowel vanuit Noorbeek als vanuit Sint-Martens-Voeren moet men bergop om Ulvend te bereiken. De beklimming aan Belgische zijde, via de straten Kwinten en Knipke, is bijna twee kilometer lang. Halverwege daalt de weg weer enkele meters om vervolgens via een ruime haarspeldbocht verder te klimmen tot in het gehucht Ulvend. De beklimming wordt ook wel Op de Eiken genoemd, naar de hoeve die ten zuiden van Ulvend ligt. De beklimming is meermaals opgenomen in de Volta Limburg Classic, vaak als afdaling, omdat ongeveer twee kilometer ten zuidoosten de Krindaal beklommen werd.